# Bibiana
Bibiana, Bibianna, Wiwiana – imię żeńskie utworzone od łacińskiej nazwy rodu Vivius i oznaczające „należąca do rodu Vivii”. Z kolei owa łacińska nazwa rodowa wywodzi się od łac. przymiotnika vivus, oznaczającego „żywy, żwawy”. Wymiana W na B odzwierciedla ludową włoską i hiszpańską wymowę tego imienia. W Polsce nadawane co najmniej od 1755 roku.
Istnieje jedna święta katolicka o tym imieniu.
Bibiana, Bibianna imieniny obchodzi 2 grudnia.
Żeńska forma imienia męskiego Bibian.
Zdrobnienia: Bianka, Bibi

## Odpowiedniki w innych językach
- łacina – Bibiana, Viviana
- język angielski – Vivienne
- język fiński – Viivi
- język francuski – Bibiane, Bibienne, Viviane, Vivienne
- język niemiecki – Bibiana
- język rosyjski – Bibiana
- język włoski – Bibiana, Vibiana

## Osoby noszące imię Bibiana i jego odpowiedniki
- Vivien Cardone – amerykańska aktorka
- Vivian Cheruiyot – kenijska lekkoatletka, długodystansowiec, srebrna medalistka mistrzostw świata
- Vivian Chukwuemeka – nigeryjska lekkoatletka
- Vivien Greene – żona pisarza Grahama Greene’a.
- Vivian Hsu – tajwańska aktorka, piosenkarka i modelka
- Vivien Leigh – brytyjska aktorka filmowa i teatralna
- Bibianna Moraczewska – polska pisarka, działaczka społeczna i niepodległościowa, siostra Jędrzeja Moraczewskiego
- Viviana Ramos – meksykańska aktorka
- Viviana Ramos – wenezuelska modelka
- Viviane Reding – luksemburska polityk i dziennikarka
- Vivian Inés Urdaneta Rincón – Wenezuelka, Miss International w 2000 roku
- Bibiana Steinhaus – niemiecka sędzia piłkarska
- Vivienne Westwood – brytyjska projektantka mody
- Vivian Zimmer – niemiecka lekkoatletka